# Sachsenburg (An der Schmücke)
Sachsenburg ist ein Ortsteil der Stadt und Landgemeinde An der Schmücke im Kyffhäuserkreis in Nordthüringen.

## Geografie

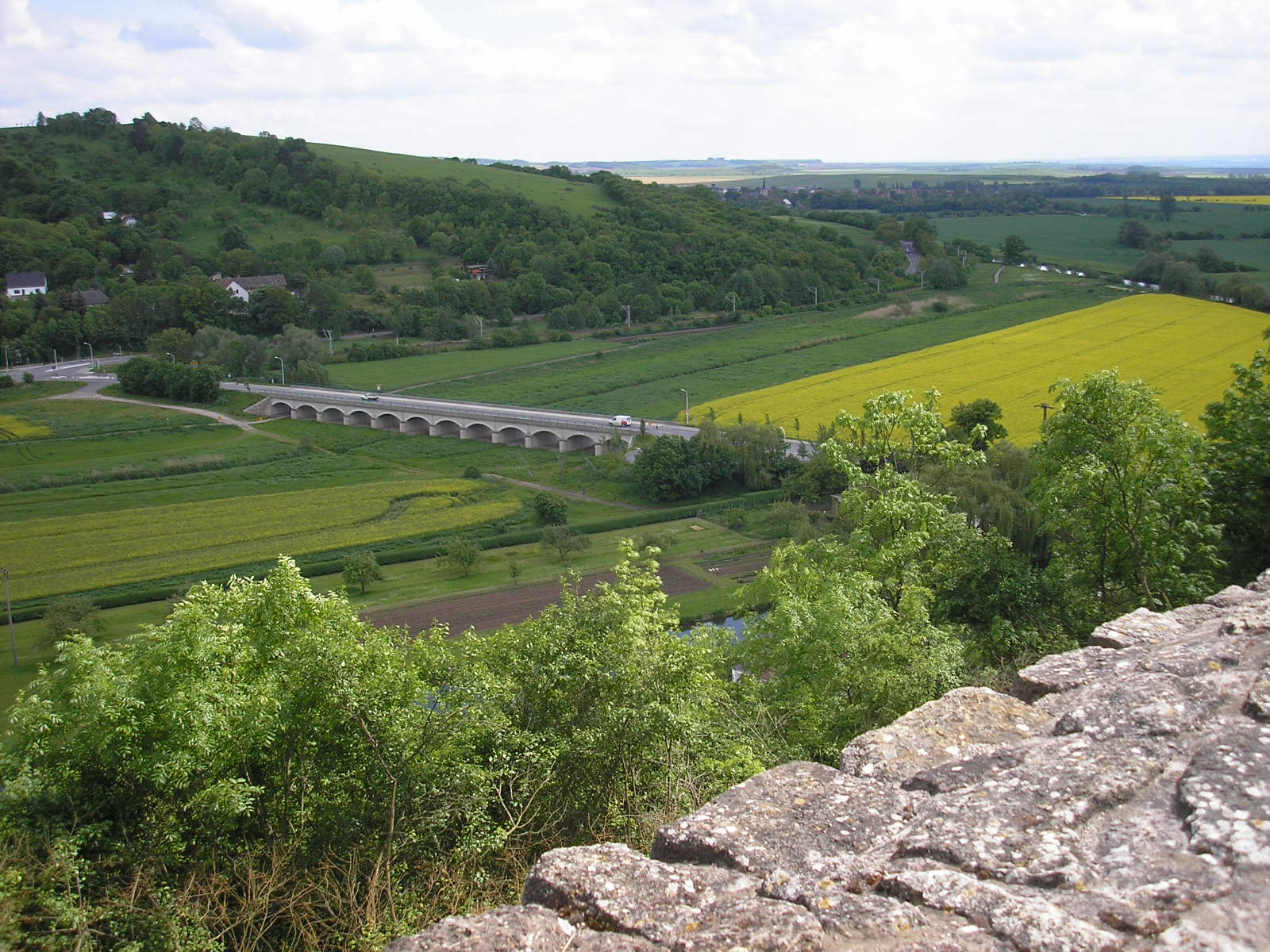
Die Brücke über die Unstrut in Sachsenburg

Sachsenburg liegt direkt an der nur knapp 500 Meter breiten Thüringer Pforte, dem Durchbruch der Unstrut durch die Höhenzüge der Hainleite und der Schmücke in etwa 130 Metern Höhe. Bei Sachsenburg mündet die Wipper in die Unstrut.

## Geschichte und Sehenswürdigkeiten
Bedingt durch die strategische Lage an der Thüringer Pforte entstanden bereits in früher Zeit Burgen zur Überwachung des Verkehrswegs von Erfurt nach Magdeburg. So entstand im 12. Jahrhundert oberhalb des Dorfes, das 1132 erstmals urkundlich erwähnt wurde, die Untere Sachsenburg, der im 13. Jahrhundert die Obere Sachsenburg folgte.
1680 war Sachsenburg von einem der letzten Hexenprozesse im Zuge der Hexenverfolgung betroffen, wobei die Greisin Anna Marie Glade zum Tode verurteilt und auf der sogenannten Hexenwiese unterhalb der Burgen durch den Arterner Scharfrichter Martin Kaufmann am 17. Dezember 1680 gerichtet und verbrannt wurde. Sachsenburg war bis 1815 der Hauptort des kursächsischen Amts Sachsenburg. Durch die Beschlüsse des Wiener Kongresses kam es zu Preußen und wurde 1816 dem Landkreis Eckartsberga im Regierungsbezirk Merseburg der Provinz Sachsen zugeteilt, zu dem es bis 1944 gehörte. 1974 wurde Sachsenburg nach Oldisleben eingemeindet.
→ Siehe auch St. Juliana (Sachsenburg)

## Verkehr
Durch Sachsenburg und die Thüringer Pforte führen die Bundesstraße 85 (nach Bad Frankenhausen und Weimar) und die Bundesstraße 86 (nach Erfurt und Sangerhausen) sowie die Bahnstrecke Sangerhausen–Erfurt. Der nächste Bahnhof befindet sich zwei Kilometer nördlich von Sachsenburg bei Heldrungen.

## Persönlichkeiten
- Richard von Hoff, Geburtsname Vonhof, (* 1880 in Sachsenburg; † 1945 in Bremen), Pädagoge, Politiker (NSDAP), Bildungssenator der Freien Hansestadt Bremen